# Karl Fichtner (Politiker, 1875)
Karl Fichtner (* 26. Februar 1875 in Weinheim; † 1. März 1959 ebenda) war ein deutscher Politiker der SPD.

## Leben und Beruf
Fichtner wuchs in Weinheim auf, wo er auch die Volksschule besuchte. 1889 begann er die Lehre zum Maschinenschlosser – sein Vater war ebenfalls als Schlosser tätig. Daneben besuchte er die Gewerbeschule in Weinheim. 1893 trat er in die Gewerkschaft ein. 1895 absolvierte er seinen Militärdienst. Danach übte er den erlernten Beruf aus und wurde Vorsitzender der Filiale des Deutschen Metallarbeiter-Verbandes in Weinheim. 1908 wurde er zudem Vorsitzender des Medizinal-Verbandes Weinheim. Im Juni 1910 übernahm er eine Tätigkeit als Gastwirt. Im August 1916 trat er in den Kriegsdienst ein und diente als Soldat im Ersten Weltkrieg. Im April 1925 übernahm er eine Tätigkeit als Bademeister im Volks- und Schülerbad der Friedrichschule in Weinheim und wurde im Zuge dessen zum Beamten erhoben. 1927 übernahm er den Vorsitz der Weinheimer Filiale des Verbandes der Gemeindebeamten und Angestellten.
Am 18. März 1933 wurde Fichtner, aufgrund des Gesetzes zur Wiederherstellung des Berufsbeamtentums zunächst beurlaubt, am 30. Juni 1933 erfolgte schließlich seine Entlassung aus dem Staatsdienst. Auf Beschluss des Weinheimer Stadtrats vom 2. Dezember 1933 wurde er wieder eingestellt, nunmehr als Angestellter ohne Beamtenstatus. Am 24. Januar 1934 wurde er zunächst als Maschinist im städtischen Wasserwerk angestellt, bereits am 30. Januar des Jahres wechselte er ins städtische Gaswerk. Am 1. April 1940 trat er in den Ruhestand.
Fichtner war seit 1898 mit Elisabetha, geborene Gumb, verheiratet. Das Paar hatte drei Kinder.

## Politik
Fichtner trat 1898 in die SPD ein. 1918 übernahm er dort den Vorsitz des Weinheimer Ortsvereins. 1906 wurde er Mitglied des Bürgerausschusses, 1910 zog er in den Gemeinderat ein. Im Juli 1919 wurde er zum Stellvertreter des Bürgermeisters in Weinheim berufen. Ebenfalls 1919 kandidierte er für den Badischen Landtag, zunächst erfolglos. Am 25. März 1920 rückte er jedoch für den ausgeschiedenen Johann Roth ins Parlament nach, dem er bis zur Neuwahl 1921 angehörte.